# Glättesten

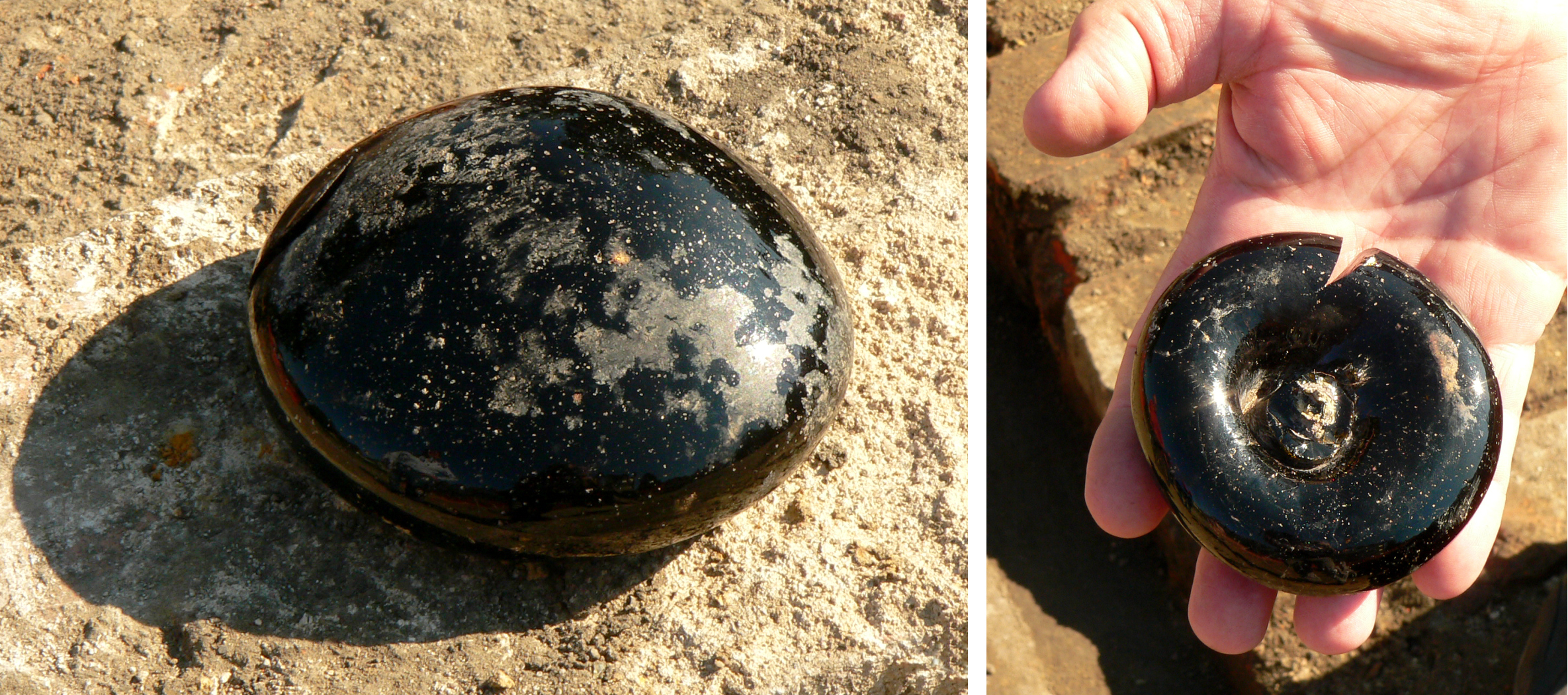
Glättsten av glas. Ovansida till vänster undersida till höger.

Glättesten, eller glättsten (gnidsten, stryksten), kan ses som föregångare till strykjärnet tillsammans med, det i vissa fall samtida, mangelbrädet. Den utgjordes av en rund sten eller glasklump, varmed linnet gneds mot ett underlag, gnidbräda, ofta klädd med läder.
I södra Sverige användes glättesten ända in på 1800-talet.